# Antonella Sudasassi Furniss

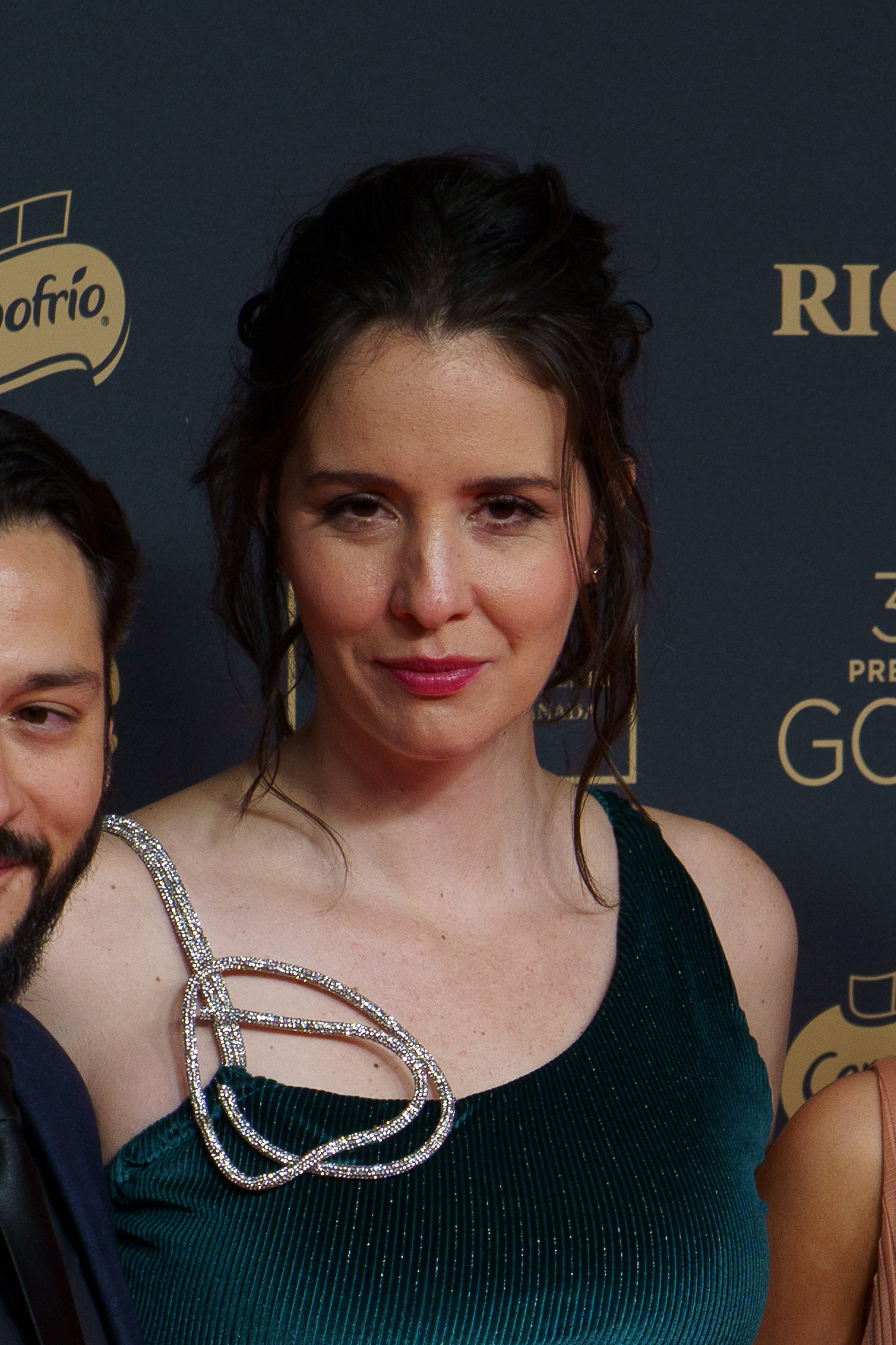
Antonella Sudasassi Furniss (2025)

Antonella Sudasassi Furniss (auch Antonella Sudasassi, * 1986 in San José) ist eine costa-ricanische Regisseurin, Autorin und Produzentin.

## Biografie
Antonella Sudasassi Furniss beendete ihr Studium mit einem Bachelor-Abschluss in Medienwissenschaft und einem Bachelor-Abschluss mit dem Schwerpunkt Audiovisuelle Produktion an der Universidad de Costa Rica. Als Costa-ricanerin mit italienischen Wurzeln spricht sie Spanisch, Italienisch, Englisch und Deutsch.
Ihr erster Spielfilm El despertar de las hormigas wurde auf mehr als 65 internationalen Festivals gezeigt, u. a. auf den Internationalen Filmfestspielen Berlin 2019 und gewann mehr als 14 internationale Preise. Der Film vertrat das Land bei den Academy Awards, wurde für die Goya Awards nominiert und gewann als erster Film aus Costa Rica den Premio Platino del Cine Iberoamericano. Memorias de un cuerpo que arde, ihr zweiter Langfilm, hatte seine Weltpremiere in der Sektion Panorama der Internationalen Filmfestspiele Berlin 2024. Er wurde dort mit dem Panorama Publikumspreis ausgezeichnet.
In ihrer Arbeit als Regisseurin erzählt sie Geschichten, in deren Mittelpunkt weibliche Charaktere stehen. Antonella Sudasassi Furniss beleuchtet dabei die weibliche Sexualität in verschiedenen Lebensphasen. Isabel aus El despertar de las hormigas ist eine starke Frau, die Selbstbestimmung anstrebt, auch in sexueller Hinsicht. Sie genießt Sex, als sie anfängt, die Antibabypille einzunehmen. Der Film ist nicht konfrontativ, stellt aber den alltäglichen gesellschaftlichen Druck und die Rollenerwartungen an Frauen dar. Memorias de un cuerpo que arde schaut zurück auf das Leben dreier Frauen und vermischt dabei Dokumentarfilm, Fiktion und Rekonstruktion. Während drei Frauen im Hintergrund ihre Geschichte erzählen, verkörpern Schauspielerinnen die Frauen. Schlechte und gute Erfahrungen, romantische Gefühle, sexuelles Begehren, Unterdrückung, Scham und Missbrauch über die verschiedenen Lebensalter hinweg sind die gemeinsame Achse. Die Befreiung kommt erst im positiv wahrgenommenen Alter.

## Filmografie
- 2008: Descartable, Kurzfilm
- 2010: De cómo para Cecilia el rojo dejó de ser fuego, Kurzfilm
- 2016: El despertar de las hormigas: niñez, Kurzfilm
- 2019: El despertar de las hormigas (The Awakening of the Ants)
- 2024: Memorias de un cuerpo que arde (Memories of a Burning Body)

## Preise
- 2024: Panorama Publikumspreis bei den Internationalen Filmfestspielen Berlin für Memorias de un cuerpo que arde[7]